# As de Oro
As de Oro är en ort i Mexiko.   Den ligger i kommunen La Trinitaria och delstaten Chiapas, i den sydöstra delen av landet, 800 km sydost om huvudstaden Mexico City. As de Oro ligger 622 meter över havet och antalet invånare är 107.
Terrängen runt As de Oro är platt åt sydväst, men åt nordost är den kuperad. Runt As de Oro är det ganska glesbefolkat, med 42 invånare per kvadratkilometer. Närmaste större samhälle är La Trinitaria, 17,6 km nordost om As de Oro. I omgivningarna runt As de Oro växer huvudsakligen savannskog.